# Sandro Schmid
Sandro Schmid, né le 3 juin 2000 à Morat, est un joueur professionnel suisse de hockey sur glace.

## Biographie
Après avoir commencé sa formation dans le mouvement junior du HC Fribourg-Gottéron, Sandro Schmid part en Suède grâce au partenariat existant entre les Malmö Redhawks et son club. Il a alors 15 ans. En mai 2018, après deux années avec le club suédois, le joueur signe pour trois saisons à Fribourg, mais est prêté pour une troisième saison à Malmö en 2018-2019.
Le Moratois est de retour dans son club formateur depuis 2019,. En novembre, il est envoyé en Ajoie pour évoluer avec le club de la ville de Porrentruy avant de retrouver l'effectif de Fribourg après deux matchs. Dès la saison suivante, il hérite du rôle d’assistant-capitaine, fonction qu’il endosse jusqu’en 2023. En octobre 2020, il renouvelle son engagement pour deux saisons supplémentaires, et réitère ce geste en septembre 2022. Il prolonge d’une saison encore en novembre 2024 et est ainsi sous contrat jusqu'en avril 2026.
En mai 2025, Sandro dispute son premier Championnat du monde avec les professionnels. Il marque son premier but lors du match d'ouverture contre la République tchèque.

## Statistiques
| Saison    | Équipe               | Ligue     |    | Saison régulière | Saison régulière | Saison régulière | Saison régulière | Saison régulière |   | Séries éliminatoires | Séries éliminatoires | Séries éliminatoires | Séries éliminatoires | Séries éliminatoires |
| Saison    | Équipe               | Ligue     | PJ | B                | A                | Pts              | Pun              | PJ               | B | A                    | Pts                  | Pun                  |                      |                      |
| 2016-2017 | Malmö Redhawks U20   | SuperElit | 1  | 0                | 0                | 0                | 0                | -                | - | -                    | -                    | -                    |                      |                      |
| 2017-2018 | Malmö Redhawks U20   | SuperElit | 16 | 7                | 3                | 10               | 12               | -                | - | -                    | -                    | -                    |                      |                      |
| 2018-2019 | Malmö Redhawks U20   | SuperElit | 39 | 21               | 19               | 40               | 36               | 2                | 2 | 0                    | 2                    | 2                    |                      |                      |
| 2019-2020 | HC Fribourg-Gottéron | NL        | 43 | 4                | 7                | 11               | 14               | -                | - | -                    | -                    | -                    |                      |                      |
| 2019-2020 | HC Ajoie             | LNB       | 2  | 0                | 0                | 0                | 0                | -                | - | -                    | -                    | -                    |                      |                      |
| 2020-2021 | HC Fribourg-Gottéron | NL        | 51 | 7                | 9                | 16               | 12               | 5                | 0 | 0                    | 0                    | 2                    |                      |                      |
| 2021-2022 | HC Fribourg-Gottéron | NL        | 50 | 9                | 18               | 27               | 16               | 9                | 2 | 1                    | 3                    | 0                    |                      |                      |
| 2022-2023 | HC Fribourg-Gottéron | NL        | 49 | 8                | 15               | 23               | 12               | 2                | 0 | 0                    | 0                    | 2                    |                      |                      |
| 2023-2024 | HC Fribourg-Gottéron | NL        | 52 | 6                | 10               | 16               | 16               | 12               | 2 | 2                    | 4                    | 10                   |                      |                      |
| 2024-2025 | HC Fribourg-Gottéron | NL        | 45 | 13               | 11               | 24               | 38               | 14               | 3 | 6                    | 9                    | 12                   |                      |                      |

| Année     | Équipe               | Compétition     |   | PJ | B | A | Pts | Pun                |  | Résultat |
| 2019      | Suisse -20 ans       | CM -20 ans      | 7 | 0  | 1 | 1 | 1   | 4e place           |  |          |
| 2020      | Suisse -20 ans       | CM -20 ans      | 5 | 1  | 2 | 3 | 8   | 5e place           |  |          |
| 2019-2020 | HC Fribourg-Gottéron | Coupe de Suisse | 2 | 1  | 0 | 1 | 0   | Huitième de finale |  |          |